# Festival Curt.doc
El Festival Curt.doc, també conegut com a Festival Internacional de Curtmetratge Documental de Vidreres, és un festival de cinema de curtmetratges documentals que es realitza anualment a Vidreres (La Selva), i que és l'únic en aquest format que es realitza a Catalunya. La seva seu és el Teatre Casino "la Unió".
El Festival es va iniciar l'any 2008 per iniciativa de l'Associació Cinematogràfica Nanook de Vidreres, un grup de grup de joves vinculats al món de l'audiovisual i de l'educació interessats en la realització de projectes relacionats amb aquests àmbits.
El Festival és un espai on es poden veure noves propostes documentals, arriscades, innovadores i creatives, en el seu format més curt. En molts casos aquestes propostes juguen amb la fina línia que hi ha entre el documental i la ficció, barrejant diferents gèneres i disciplines per assolir un producte final avantguardista i innovador.
Per assolir aquest objectiu, des del primer moment, es va obrir a totes les propostes i accepta a la seva secció oficial la participació de totes les formes audiovisuals de la no-ficció (documental d'autor, de creació, documental experimental, d'assaig, collage i el fals documental). Amb els anys, el festival ha consolidat aquesta aposta pels nous formats, incidint també en les possibilitats creatives que aquests ofereixen a l'hora d'imaginar formes narratives diferents, amb la creació d'un premi específic que valori la innovació i els treballs que optin per fórmules més arriscades.
Curt.doc presenta una secció oficial a concurs, on participen una sèrie de documentals que opten a quatre premis: premi al millor curt documental, premi avantguarda, premi al millor curt documental català i, finalment, una menció especial del jurat. Addicionalment, es convoca un premi del públic, en aquest cas sense dotació econòmica.
A més de la secció oficial, el Festival presenta diverses activitats paral·leles englobades dins de l'Off Festival, entre les quals podem trobar una filmografia convidada, un cinefòrum documental, el premi Nanook a una trajectòria, activitats per a escoles i instituts i xerrades a l'entorn del cinema i del fenomen dels festivals.

## Edicions

### 2008
El primer Festival Internacional de Curtmetratge Documental de Vidreres Curt.doc 2008 es va celebrar els dies 26, 27 i 28 de juny de 2008. La secció oficial a concurs va constar de 15 curtmetratges, seleccionats entre els 67 rebuts.
Palmarès:
- Premi ATO al millor curtmetratge: 52 per cent de Rafal Skalski
- Premi ATO finalista al millor curtmetratge: Cousas de Kulechov de Susana Rey
- Premi ATO al millor curtmetratge en català: Trets familiars de Rosor Foret

### 2009

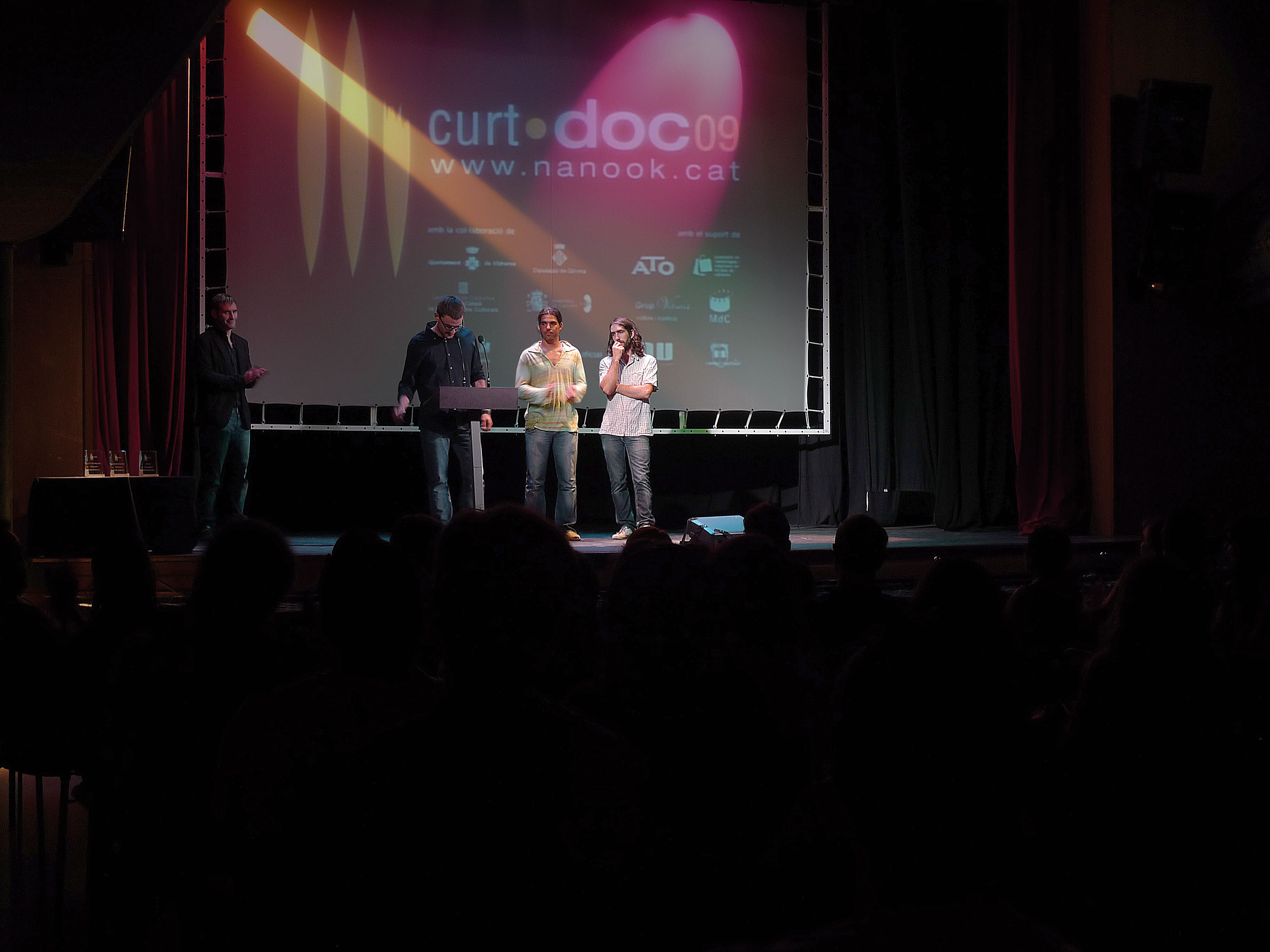
Imatge de l'edició de 2009.

El segon Festival Internacional de Curtmetratge Documental de Vidreres Curt.doc 2009 es va celebrar els dies 25, 26 i 27 de juny de 2009. La secció oficial a concurs va constar de 16 curtmetratges, seleccionats entre els 122 rebuts.
Palmarès:
- Premi ATO al millor curtmetratge documental: Stiller Abtrag de Wolfram Huke (Alemanya, 2007)
- Finalista al millor curtmetratge documental: Ghosts and Gravel Roads de Mike Rollo (Canadà, 2007)
- Premi del públic: On the Line de Joan Garaño (País Basc, 2007)

### 2010
El Festival Curt.doc es va celebrar a Vidreres el mes de juny de 2010, amb les activitats paral·leles (l'Off Festival) de l'11 al 17 i la secció oficial els dies 18 i 19 de juny. El Festival va ampliar la seva oferta d'activitats, entre les paral·leles i la secció oficial. La secció oficial a concurs va constar de 21 curtmetratges, seleccionats entre els 181 rebuts.
Palmarès:
- Premi Nanook al millor curtmetratge documental: Slaves: An animatied documentary de David Aronowitsch i Hanna Heilborn (Suècia)
- Finalista al millor curtmetratge documental: Water in Boat de David Gutierrez (Catalunya)
- Premi del públic: Slaves: An animatied documentary de David Aronowitsch i Hanna Heilborn (Suècia)
- Menció especial del jurat: Dirty Martini d'Iban del Campo (País Basc)

### 2011

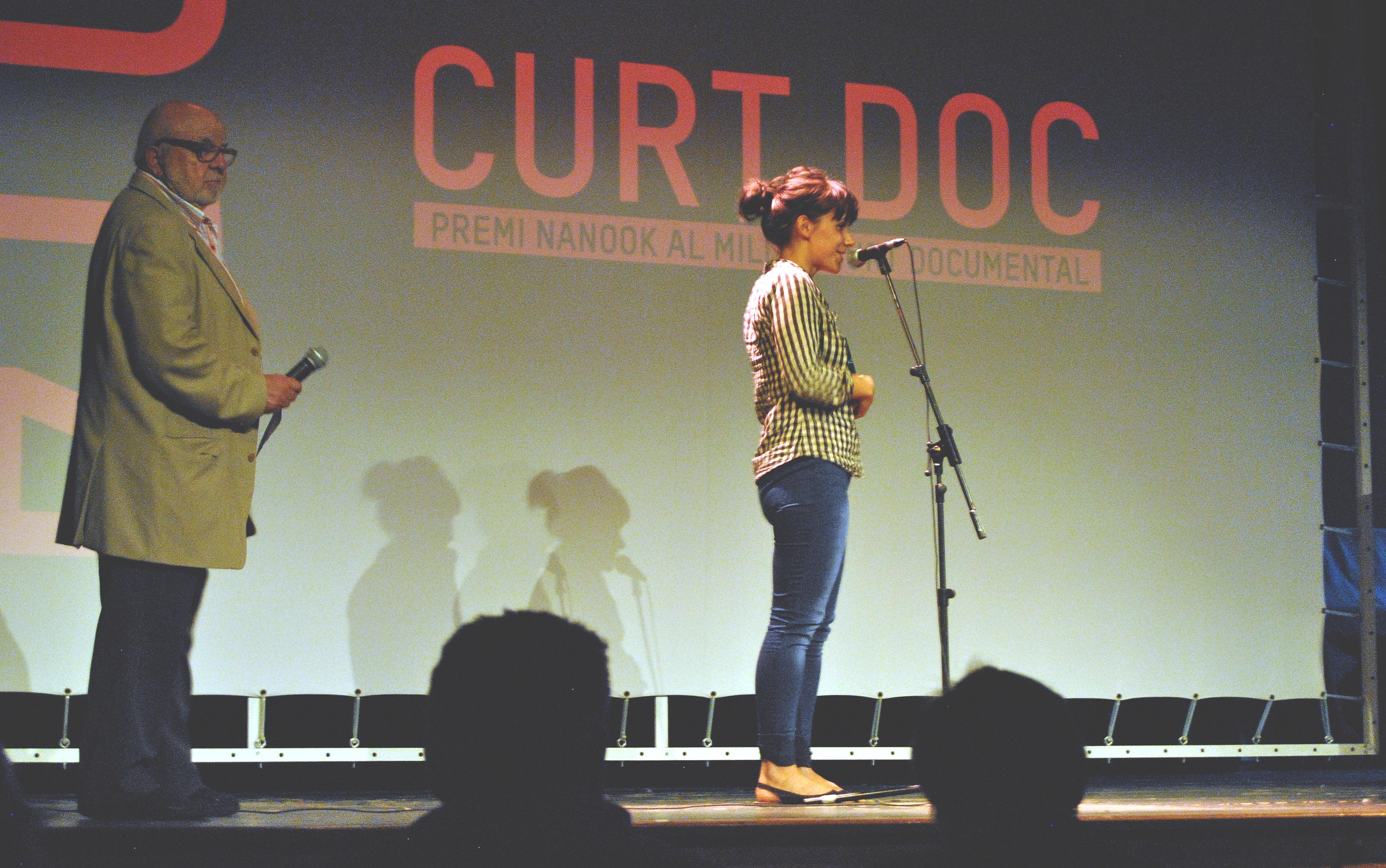
Rosa Hanah recull el premi al millor curtmetratge documental de l'edició 2014.

El IV Festival Curt.doc es va celebrar a Vidreres el mes de juny de 2011. Els curtmetratges de la secció oficial es van projectar els dies 17 de juny i 18 de juny.
La secció oficial a concurs va constar de 20 curtmetratges, seleccionats entre els 201 rebuts.
Palmarès:
- Premi Nanook al millor curtmetratge documental: The mistery of flyng Kicks de Matthew Batte (Austràlia)
- Finalista al millor curtmetratge documental: A piece of summer de Marta Minorowicz (Polònia)
- Premi del públic: El somriure amagat de Ventura Durall (Catalunya)
- Premi al millor curtmetratge documental català: Femei de Benet Roman (Catalunya)